# Щербаков, Александр Иванович
Александр Иванович Щербаков (род. 31 июля 1960, Кривой Рог, Днепропетровская область) — советский и украинский футболист, тренер. Мастер спорта СССР (1984). Обладатель Суперкубка СССР (1986). Обладатель малых золотых медалей чемпионата СССР (1987). Обладатель Кубка Федерации футбола СССР (1990). Бронзовый призёр чемпионата Украины (1993).
Играл за юношескую сборную СССР.

## Биография
Начал играть в группе подготовки криворожского «Кривбасса» в 1973 году. Первый тренер — В. Н. Яшник. В 1979 году был призван в ряды Вооружённых Сил СССР, службу проходил в составе киевского СКА.
В 1981 году перебрался в Могилёв, в клуб второй лиги «Днепр», где его заметили тренеры одесского «Черноморца».
Дебютировал в основном составе «моряков» 3 марта 1983 года в матче 1/8 финала Кубка СССР с «Зенитом».
Свой лучший сезон в «Черноморце» провёл в 1984 году, по результатам которого одесситам всего одного турнирного очка не хватило, чтобы финишировать на третьем месте в турнирной таблице. Но волей обстоятельств место в еврокубках одесситы получили после событий во время финала Кубка чемпионов.
Здорово проявил себя в исторических матчах «Черноморца» Кубка УЕФА с бременским «Вердером», которому забил победный гол в первом матче, в Одессе. Яркая игра в «Черноморце» обратила на себя внимание тренеров киевского «Динамо», и в 1986 году нападающий переехал в Киев. Уже во второй игре за киевлян, 11 апреля, завоевал первый в своей карьере титул, став обладателем Кубка сезона: заменив во втором тайме Олега Блохина, Щербаков забил гол, который помог «Динамо» перевести игру в овертайм. В дальнейшем закрепиться в составе киевского клуба нападающий не сумел и спустя полгода вернулся в Одессу, где провёл ещё несколько результативных сезонов: Щербаков был лучшим бомбардиром «Черноморца» в 1987 и 1988.
В 1984 году Щербаков вошёл в число 33-х лучших футболистов Украины под № 3 на позиции центрального полузащитника.
После окончания игровой карьеры Щербаков перешёл на тренерскую работу, продолжив играть только на любительском и ветеранском уровне, где добился успеха, выиграв в составе одесского «Ришелье» титул чемпиона Украины, а в составе овидиопольского «Днестра» — призёром взрослого чемпионата Одесской области и дважды (сезоны 1995/96 и 1996/97) — лучшим бомбардиром чемпионата.
В 2001 году Александр Щербаков был включён в число лучших футболистов Одессы XX века и символическую сборную «Черноморца» всех времён.

## Достижения
- Обладатель Кубка сезона 1986.
- Обладатель малых золотых медалей чемпионата СССР 1987.
- Обладатель Кубка Федерации футбола СССР 1990.
- Бронзовый призёр чемпионата Украины 1993.
- В списках лучших футболистов УССР[укр.]: 1984 — № 3